# Muhàmmad ibn Ali Xabankarai
Muhàmmad ibn Ali Xabankarai (1298-1358) fou un poeta i historiador kurd de la tribu xabanqara.
Va escriure una història general (Madjma al-ansab fi l-tawarikh) que dona molta informació sobre gaznèvides, la regió de Shabankara, el Fars i el govern mongol de Pèrsia. L'obra fou continuada per un anònim que vivia a Gurgan o Khurasan, fins al 1381, i informa sobre els Sarbadars i les dinasties locals del Khurasan a la segona meitat del segle xiv.